# Dimasj Qudajbergen
Dinmuchammed Qanatuly Qudajbergen (Kazachs: Дінмұхаммед Қанатұлы Құдайберген, Aqtöbe, 24 mei 1994), ook bekend onder de naam Dimash Kudaibergen(ov) (Russisch: Димаш Кудайберген(ов)) of kortweg Dimash, is een Kazachse zanger. Hij wordt vooral gekenmerkt door zijn stem die in totaal zeven octaven en één halve toon kan bereiken.

## Biografie
Dimasj Qudajbergen werd geboren op 24 mei 1994 in Aqtöbe, in het westen van Kazachstan. Zijn ouders Qanat Ajtbajev en Svetlana Ajtbajeva zijn allebei zanger van beroep. Qudajbergen groeide grotendeels op bij zijn grootouders en nam ook de voornaam van zijn opa aan als achternaam. In zijn vroege jeugd ging naar de muziekschool waar hij piano en dombra leerde spelen. In zijn tienerjaren won hij verschillende zangwedstrijden in binnen- en buitenland.

### Slavjanski Bazaar
In 2015 mocht Qudajbergen Kazachstan vertegenwoordigen op de Slavjanski Bazaar. Hij overleefde de halve finale en mocht als tiende optreden in de finalerondes. Op de eerste dag kreeg hij 89 punten voor zijn uitvoering van Opjat metel van Konstantin Meladze en op de tweede dag kreeg hij 86 punten voor zijn uitvoering van SOS d'un terrien en détresse van Daniel Balavoine. Dit leverde hem de winst en de Grand Prix op. Qudajbergen was de eerste Kazachse winnaar van de competitie. Hij mocht het Kazachse lied Daididau zingen tijdens de sluitingsceremonie van de Slavjanski Bazaar.
Zijn winst op de Slavjanski Bazaar leverde hem meer bekendheid op in zijn thuisland Kazachstan. Als gevolg daarvan mocht hij zijn geboorteland vertegenwoordigen tijdens het ABU TV Song Festival 2015 en wederom mocht hij Daididau zingen.

### Singer 2017en doorbraak in China
In 2017 werd Dimasj Qudajbergen uitgenodigd om mee te doen aan het Chinese programma Singer 2017 dat door Hunan TV wordt georganiseerd. Hij wist de eerste ronde te winnen met optredens van SOS d'un terrien en détresse en Opera 2 van Vitas. Deze optredens zorgden voor internationale bekendheid voor Qudajbergen en kregen miljoenen weergaven op YouTube. Uiteindelijk eindigde hij als tweede in het programma, achter de Hongkongse Sandy Lam. Tijdens de Top Chinese Music Awards 2017 won Qudajbergen in de categorie Populairste Aziatische Zanger.
Op 27 juni 2017 hield Dimasj Qudajbergen zijn eerste soloshow in de Astana Arena. De show duurde vier uur en er was een publiek van ongeveer 30000 personen. Loreen, Sophie Ellis-Bextor, Kristina Orbakaite en Terry Lin waren de support-acts tijdens het concert.

### Doorbraak in Rusland en deelname aanWorld's Best
Door zijn plotselinge succes in China, vroeg de Slavjanski Bazaar Qudajbergen terug voor hun jubileumfestival, waar hij uiteindelijk Adagio van Lara Fabian zong. Zijn eerste televisie-optreden in Rusland vond datzelfde jaar ook plaats toen hij werd uitgenodigd om tijdens het New Wave festival op te treden. Daar ontmoette hij  pianist Igor Kroetoj, een van de oprichters van het festival. 
Kroetoj ontpopte zich al snel tot de Russische mentor van Qudajbergen. Onder diens vleugels kreeg Qudajbergen meer optredens op de Russische televisie. Kroetoj schreef ook enkele nummers voor hem, onder andere Ljoebov oestavsjich lebedej, dat werd uitgeroepen tot een van de beste liedjes van 2018 tijdens het televisieprogramma Pesnja goda. Daarnaast verzorgde Qudajbergen enkele keren een gastoptreden tijdens de buitenlandse concerten van Kroetoj. 
In 2019 mocht Qudajbergen twee prijzen meenemen tijdens de prijzenceremonie van de Russische Nationale Muziekprijzen Viktoria, in de categorieën Ontdekking van het jaar en Beste klassieke zanger.
In de Verenigde Staten werd Qudajbergen in 2019 bekend door de televisieshow World's Best. Ook al werd hij genoemd als een van de favorieten voor de eindzege, Qudajbergen besloot tijdens de halve finale uit het programma te stappen. Hij gaf naderhand aan dat hij de twee andere halvefinalisten, die allebei nog kind waren, het podium wilde geven. Dit leidde tot ongenoegen van de juryleden, met name RuPaul die het "respectloos" noemde.

## Talen
Qudajbergen zong in zijn nog korte carrière al in vele talen, maar spreekt er zelf maar twee vloeiend: zijn moedertaal Kazachs en het Russisch. Qudajbergen leert in zijn vrije tijd Engels en Mandarijn.